# 고대 그리스

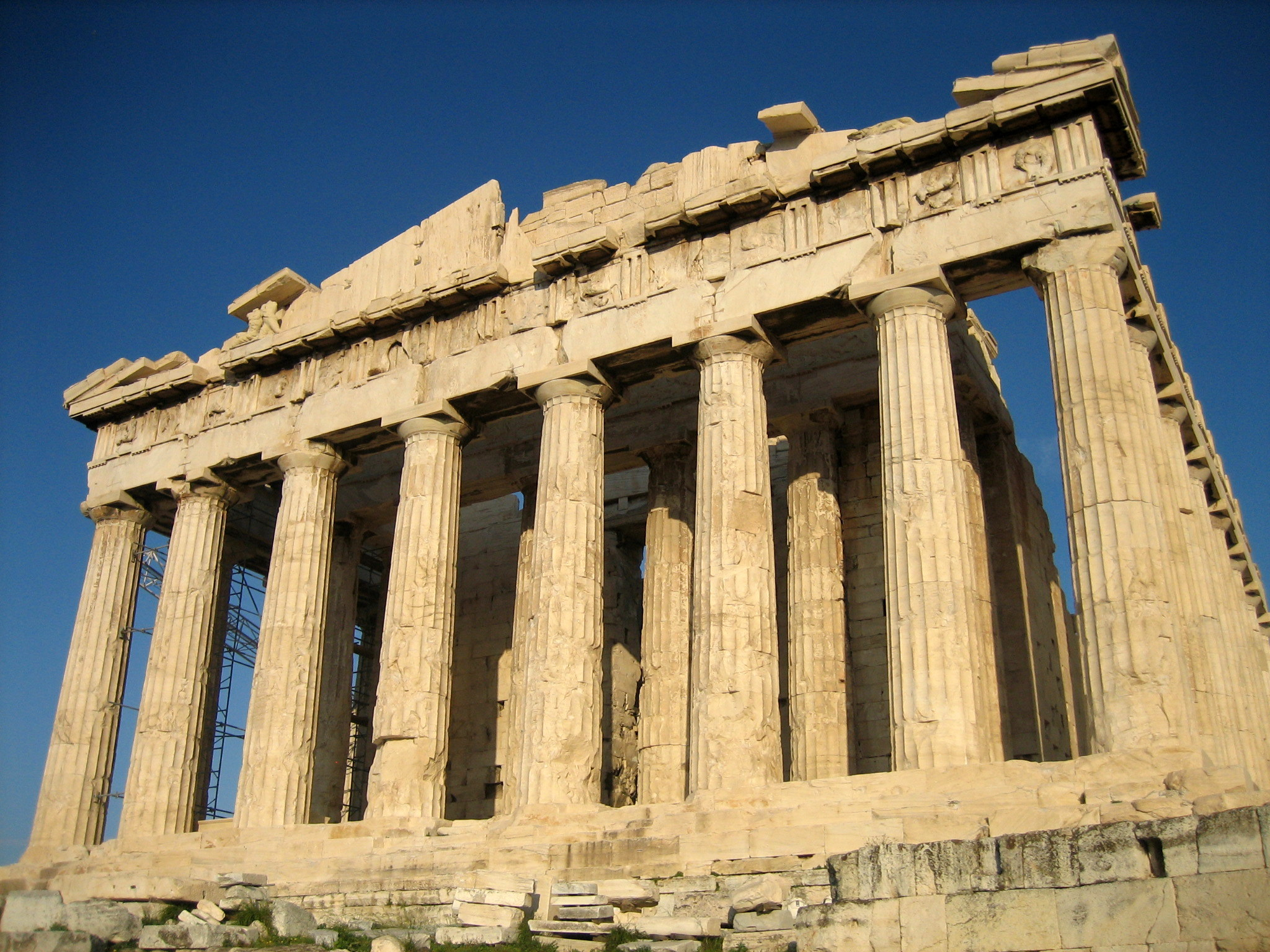
고대 그리스의 대표 건축물 파르테논 신전.

고대 그리스(영어: Ancient Greece)란 그리스의 역사 가운데 기원전 1100년경부터 기원전 146년 로마가 정복한 시대를 뜻한다. 기원전 1100년경은 미노스 문명(3650~1170 BC), 키클라데스 문명(3300~2000 BC), 그리고 미케네 문명(1600~1100 BC)으로 특정지어지는 에게 문명(3650~1100 BC) 즉 그리스 청동기 시대가 끝나고 그리스 암흑기(1100~750 BC)가 시작되던 때로, 도리스인의 침입이 있었다고 보는 때이다. 기원전 146년은 코린토스 전쟁으로 고대 로마가 그리스를 정복한 때이다. 일반적으로 그리스 고전기(Classical Greece, 510~323 BC)를 고대 그리스의 대표적인 시대로 본다.
고대 그리스 사람들은 동족 의식을 가지고 부분적으로 결합을 이루었으나, 폴리스를 중심으로 하는 독립성이 강하여 통일된 국가를 형성하려는 뜻이 없었고 필요시 여러 폴리스들 간에 동맹을 맺는 형식을 취하였다. 이러한 도시 국가 체제는 당시 세계의 다른 여러 지역에서는 거대한 제국 또는 왕국이 형성되었던 것과는 다른 그리스만의 독특한 특징이다. 이러한 특징은 헬레니즘 시대의 그리스(323~146 BC) 이전까지 유지되었다.
보통 고대 그리스는 서구 문명의 기틀을 다지고 서남 아시아와 북아프리카 전역의 문화에 큰 영향을 준 풍부한 문화를 남긴 것으로 평가받는다. 그리스 문화는 로마 제국(27 BC~476/1453 AD)에도 큰 영향을 끼쳤으며, 로마인들은 지중해 지역과 유럽에 그리스 문화를 발전하여 퍼뜨렸다. 고대 그리스 문명은 언어, 정치, 교육 제도, 철학, 과학, 예술에 크나큰 업적을 남겼고 이 지역들에서 후대에 큰 영향을 끼쳤는데, 특히 이슬람 황금 시대(9~13/15 세기)와 서유럽 르네상스(14~16세기 말)를 촉발시킨 원동력이 되었다. 또 18세기와 19세기 유럽과 아메리카에서 일어난 다양한 신고전주의 부활 운동에서도 영감을 주는 원천이 되었다.

## 시대 구분

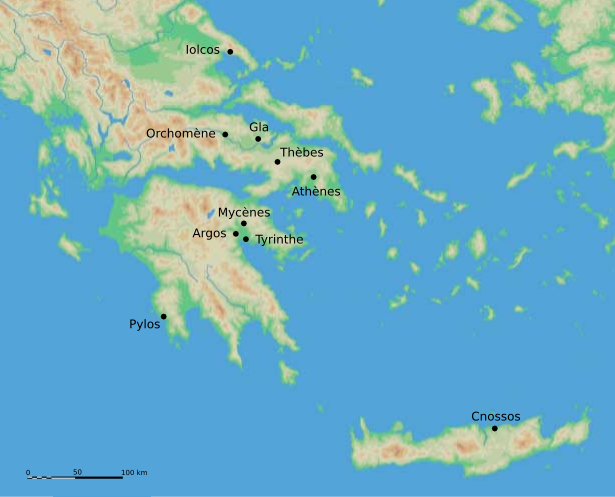
미케네 문명의 주요 지역

고대 그리스가 언제 시작하여 언제 끝났는지에 대하여 보편적으로 통용되는 연대 기준은 없다. 일반인들이 보통 '고대 그리스(Ancient Greece)'라고 할 때는 로마의 그리스 정복(146 BC) 이전의 그리스 역사 전반을 이를 때 쓰지만, 역사가들은 이보다는 더 엄밀한 의미로 이 낱말을 사용한다. 미케네 문명이 기원전 1150년에 몰락하였는데, 미케네 문명이 그리스어를 쓰고 그리스 본토(Greece proper)에서 일어난 문명이었으나 그리스 고전기(Classical Greece) 문화로 대표되는 후대의 그리스 문화와는 많이 다르기 때문에 역사가들은 일반적으로 미케네 문명을 고대 그리스에 포함시키지 않는다. 어떤 역사가는 최초의 고대 올림피아 경기가 열린 것으로 기록된 기원전 776년을 고대 그리스의 시작 연대로 잡기도 한다. 미케네 문명의 멸망과 제1회 올림피아 경기가 열린 시점까지의 시기를 그리스 암흑기라고 하는데, 이 시기에는 문자 기록이 전혀 없으며 고고학 유물도 별로 남아있지 않기 때문이다. 오늘날 이 시기는 고대 그리스 시대에 포함시키는 것이 일반적이다.
고대 그리스 시대의 종식은 전통적인 시각으로는 알렉산드로스 대왕이 죽은 기원전 323년으로 보는데, 이때부터 헬레니즘 시대가 시작된다. 그러나 로마가 그리스를 정복한 기원전 146년을 고대 그리스 시대가 끝나는 때로 보는 것이 일반적이다. 어떤 저자들은 기원후 3세기 기독교가 로마 제국에서 국교로 공인된 때를 고대 그리스 시대가 끝나는 때로 본다. 이들은 고대 그리스 문명을 이 때까지 중단없이 이어진 문명이라고 보는데, 이는 아주 소수의 시각이다.
고대 그리스(Ancient Greece) 시대는 도기 양식과 정치적 사건을 기준으로 네 시대로 세분한다.
- 그리스 암흑기(Greek Dark Ages, 기원전 1100년경 ~ 750년경) : 도기에 기하학적 문양을 썼다.
- 그리스 상고기(Archaic Greece, 기원전 750년경 ~ 480년경) : 이 시기에는 예술가들이 경직되고 신성한 자세를 취하는 커다란 입상 조각 작품을 만들었는데, 이 작품에는 현실과는 동떨어진 '상고기 미소'(en:archaic smile)를 보인다. 상고기의 종식 연대는 종종 아테나이의 마지막 참주 정권이 전복되고 아테나이 민주주의가 시작된 기원전 510년으로 잡기도 한다.
- 그리스 고전기(Classical Greece, 기원전 500년경 ~ 323년) : 파르테논 신전처럼 모범이 된다고("고전적이라고 · classical") 평가받는 예술 양식이 보인다.
- 헬레니즘 시대의 그리스(Hellenistic Greece, 기원전 323년 ~ 146년) : 그리스의 문화와 패권이 중동까지 뻗어간 시대. 이 시대의 처음과 끝은 각각 알렉산드로스의 죽음과 로마의 그리스 정복이 일어난 때에 해당한다.

## 고대 그리스 세계

기원전 6세기 고대 그리스 세계

고대 그리스의 세계는 현대 그리스뿐만이 아니라 그리스인들이 정착하여 헬레니즘을 비롯한 그리스 문화가 퍼진 지역을 포괄한다: 키프로스, 그리고 당시에 이오니아로 알려진 터키의 에게해 연안, 마그나 그라이키아(시칠리아와 이탈리아 남부)와 현재의 알바니아, 불가리아, 이집트, 리비아, 프랑스 남부, 에스파냐 남부, 카탈루냐, 사카르트벨로, 루마니아와 우크라이나의 그리스 정착지 등이 있다.

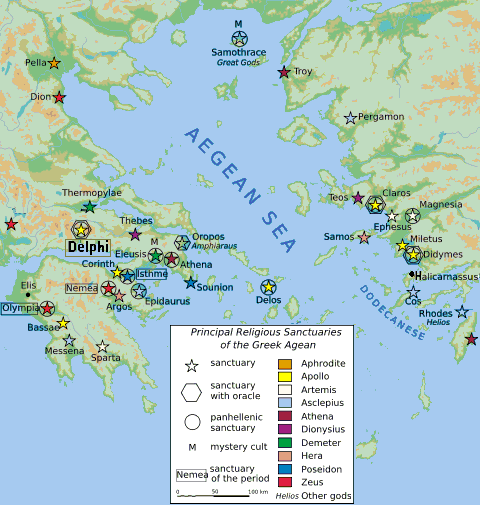
델포이(Delphi)(가운데 왼쪽)는 그리스 중부의 코린토스 만 북쪽에 위치한다

그리스 인들은 스스로를 헬라스 사람(Ἕλληνες, '헬레네스')이라고 부르고, 이민족인 '오랑캐'(βάρβαροι)와 구별하였으며, 헬레네스가 사는 곳을 본토와 식민지를 통틀어 헬라스(Ελλάς)라고 칭하였다. 폴리스(도시 국가)들은 델포이의 아폴론 신전을 중심으로 근린 동맹(Amphictyony)을 맺고, 기타 정치적 군사적 동맹을 맺기도 하였다. 올림피아의 제우스 신전에서 기원전 776년부터 4년마다 모든 폴리스가 참여하는 체전을 열고 그 기간 동안은 서로 전쟁을 금지하였다. 이렇듯 그리스 사람들이 동족 의식을 가지고 부분적으로 결합을 이루었으나, 폴리스를 중심으로 하는 독립성이 강하여 통일된 국가를 형성하려는 의지가 없었고 필요시 여러 폴리스들 간에 동맹을 맺는 형식을 취하였다. 이러한 도시 국가 체제는 당시 세계의 다른 여러 지역에서는 거대한 제국 또는 왕국이 형성되었던 것과는 다른 그리스만의 독특한 특징이다.

## 그리스 청동기 시대

청동기 시대 붕괴기(Bronze Age collapse): 1206~1150 BC)의 고대 근동과 고대 그리스 (지도의 지명은 노르웨이어로 되어 있다)

청동기 시대 중기(대략 기원전 2000년경)부터 발칸반도에서 나중에 그리스인을 이루게 될 부족들이 몇 차례에 걸쳐 남쪽으로 이주한 것으로 보인다. 원시 그리스어는 이 시기 이주민들이 오기 직전에 쓰인 언어로, 기원전 3000년대 후반 또는 늦어도 기원전 17세기에 쓰인 것으로 보인다. 원시 그리스의 청동기 문명은 보통 '헬라딕(helladic)' 문명이라고 칭하며, 흔히 말하는 "고대 그리스" 시대의 이전 단계이다.
소위 미케네 문명이 이 시기에 흥성하였으며, 호메로스의 일리아스와 오디세이아에 기록되어 있다. 알 수 없는 이유로 미케네 문명은 기원전 1150년 갑자기 몰락하였는데, 도시는 약탈당하고 인구가 크게 줄었다. 청동기 시대의 붕괴는 그리스 본토에 침입한 마지막 그리스인 집단인 도리스인의 출현과 거의 같은 시기에 일어났다. 두 사건이 인과적으로 연결된다는 견해가 다수 있지만, 확실하지는 않다. 청동기 시대가 종식되면서 그리스는 "암흑기"에 접어든다.

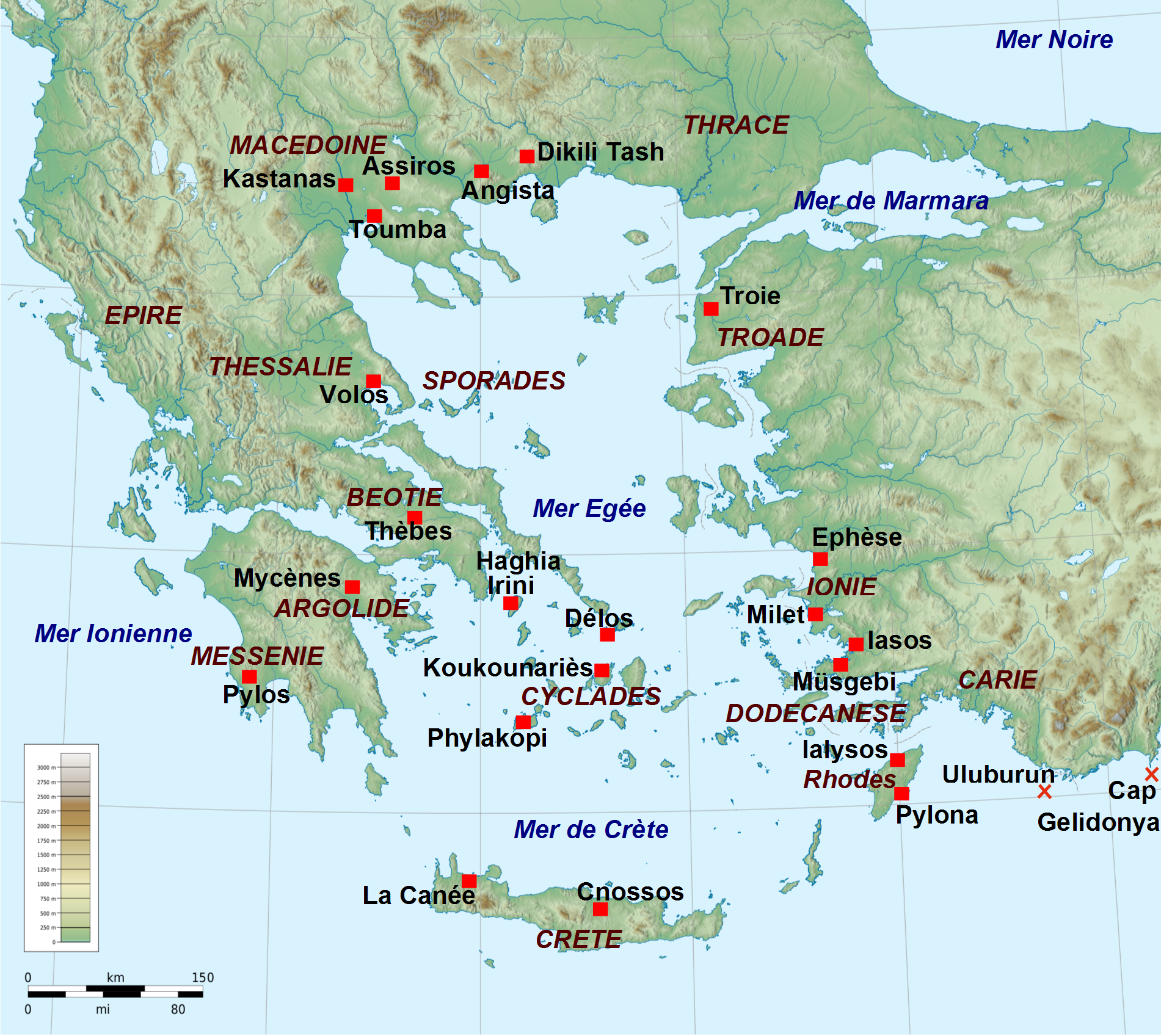
미케네 문명 전성기의 에게 해 주위 도시 분포. 클릭하면 구체적 지명을 확대 확인할 수 있다.

## 그리스 암흑기
청동기 시대 이후 기원전 1100년경부터 기원전 8세기까지 시대를 그리스 암흑기라고 하는데, 이 시기의 1차 문헌 사료는 전혀 남아있지 않으며, 고고학 유적과 유물만 남아있을 뿐이다. 헤로도토스의 역사나 파우사니아스의 '그리스 서술', 디오도로스 시켈리오테스(디오도루스 시쿨루스)의 역사집, 히에로니무스의 크로니콘(Chronicon) 등 2차 3차 사료는 이 시기의 짤막한 연대기와 임금의 목록을 담고 있다. 하지만 여전히 확실하게 알려진 자료가 없기 때문에 암흑기라고 일컫고 있다.

## 그리스 상고기

### 자연 환경
그리스는 지중해성 기후에 속하여 여름은 덥고 건조하나 겨울은 다소 따뜻하고 비가 내린다.여름에는 전혀 비가 내리지 않는 환경 때문에 항상 물 부족이 골칫거리였다. 그러나 이러한 기후 덕택에 그리스 일대는 포도와 올리브가 가장 중요한 농산품이었으며 소규모의 목축을 수반한 다각적인 농업경영이 지중해 일대의 농업 특색을 이루었다. 그리고 그리스에는 산이 많고 평야가 적어 각 골짜기나 평지가 하나의 지리적 단위를 이룬다. 이러한 지리 조건이 그리스에서 폴리스라는 작은 도시 국가가 들어선 주된 요인이다. 이러한 지형으로 말미암아 그리스 사람들은 바다로 진출하게 되었다. 이렇듯 자연 환경이 유리하지 않기 때문에 그들은 일찍이 해외무역에 종사하였다. 포도주, 올리브와 공산품은 매우 중요한 물자였다.

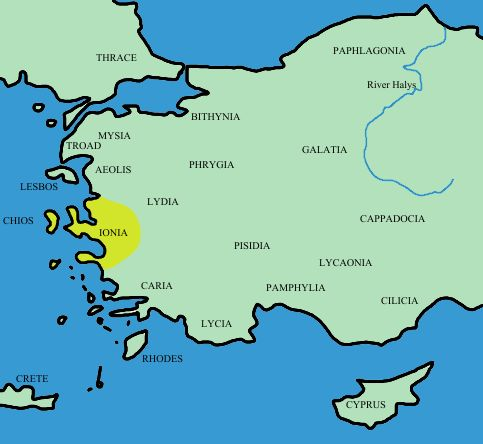
이오니아 지방의 위치

### 폴리스의 성립
도리스인이 남하했을 때 미케네 문명은 완전히 파괴되었다. 도리스인의 침략으로 일부 그리스 사람들은 에게해의 섬과 소아시아 방면으로 이주하였다. 그리스인들이 이주한 소아시아 해안지대와 인접한 섬들을 이오니아라고 하였는데, 미케네 문화의 유산을 지키고 있던 이오니아는 오리엔트 문화와도 접촉하기 쉬워서 폴리스도 소아시아의 서쪽 해안에서 먼저 성립하였다.
기원전 8세기에 그리스는 암흑 시대에서 벗어나기 시작하였다. 미케네의 선형 B 문자가 잊혀진 이래 문자가 없었으나, 그리스는 페니키아 문자를 도입하고 이를 수정하여 그리스 문자를 만들었다. 기원전 9세기경부터 문자 기록이 등장하게 된다.

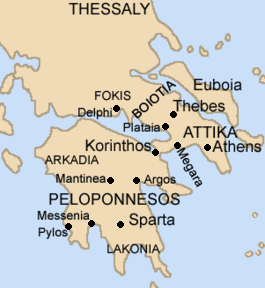
고대 그리스 본토

미케네 사회가 붕괴된 뒤 그리스 본토에는 서너 부족으로 이루어진 소왕국이 여기저기 나타났으며, 현실적인 생활 단위는 개별 가족으로 구성된 촌락 공동체였다. 그리스의 지형 때문에 각 자치 공동체는 바다나 산맥에 따라 이웃과 단절되어 각 섬과 계곡, 평야에 각자 독자적인 취락을 이루었다. 정치는 왕정이었으나 임금의 권력은 미약하였으며 토지 소유에서도 미케네와 달리 공유지와 이에 따른 공동체적 규제가 없고, 촌락공동체의 성원은 저마다 클레로스(κλήρος, 분배지)를 소유하여 경제적 독립성이 강하였다. 도리스인이 남하하여 혼란이 일어난 데다, 다른 나라의 위협에서 스스로를 지키기 위하여 여러 촌락이 지리적ㆍ군사적으로 중심이 되는 곳에 모여들어 도시가 형성되었고, 그 도시를 중심으로 주변의 촌락들이 하나의 독립된 주권국가인 폴리스를 형성하였다는 집주설이 일반적으로 널리 통하고 있다. 대체로 그 시기는 호메로스 시대가 끝나는 기원전 800년을 전후한 시기로 보고 있다. 그러나 예외도 많다. 그렇기는 하나 여러 촌락의 중심시로의 집주로 폴리스가 성립한 게 전형이라 하겠으며, 따라서 이를 도시 국가라고 불러도 무방하다.
폴리스의 중심이 되는 도시는 대체로 해안으로부터 멀지 않은 평지에 위치하였으며, 도시는 폴리스의 정치, 군사 및 종교의 중심이었다. 도시 안에는 그 도시의 수호신을 모신 신전이 세워진 아크로폴리스(ἀκρόπολις)가 있었으며, 그 주변에는 아고라(αγορά)라는 광장이 있다. 이곳은 시장인 동시에 정치를 포함한 모든 공공 활동이 이루어지는 장소이자 사교의 장이기도 하였다.
렐란토스 전쟁(기원전 710년경 ~ 650년경)은 고대 그리스에서 처음으로 기록에 남은 오랜 전쟁이었다. 이 싸움은 유력한 폴리스(도시 국가)인 칼키스와 에레트리아가 에우보이아의 비옥한 렐란토스 평야를 놓고 벌인 전쟁이었다. 명목상 칼키스가 승자이긴 하나, 오랜 전쟁으로 두 도시 모두 쇠퇴하였다.
폴리스가 성립할 당시 중심 도시로 모여든 사람들은 주로 귀족과 수공업자 또는 상인들이었으며, 농민은 촌락에 머물었고 귀족들도 그 근거지를 농촌에 그대로 두고 있었다. 그렇기 때문에 폴리스 성립 이전의 공동체적인 성격이 파괴되는 일이 없이 도시 전체가 하나의 시민 공동체를 형성하게 되었다. 그러나 수많은 노예와 여러 대에 걸쳐 거주하고 있는 자유인과 외국인(metic)도 완전한 의미의 시민은 아니었고, 오직 폴리스를 형성하는 데 참여한 부족의 성원 내지 그 후손만이 완전한 시민이었다. 즉 폴리스는 종교적ㆍ경제적 유대로 결합하고 법에 따라 규제되며, 완전한 독립성과 주권을 가진 시민 공동체로 볼 수 있다. 폴리스는 고전기에는 본토에만 200개가 넘었고, 소아시아에서 에게 해와 지중해 일대에 건설된 식민시까지 합치면 1000개가 넘었으나 각 도시의 그 넓이는 그리 크지 않았다.

### 사회 변화
폴리스가 성립한 기원전 8세기에는 호메로스 시대의 왕들은 사라지거나, 실권이 없는 명목상의 존재가 돼버렸고 정치 권력은 귀족에게 넘어갔다. 촌락을 단위로 하는 부족적인 성격이 강한 임정에서 실권을 빼앗은 귀족들이 편의상 중심 도시로 집주하였다. 이것을 폴리스의 성립과 귀족 정치를 연관시키려는 견해도 있다.
귀족은 평민보다 많은 토지와 가축을 소유하고 있을 뿐만 아니라, 혈통과 가계가 뛰어나거나 빼어난 자들이었다. 그들은 또한 폴리스 방위의 중요한 역할을 맡았다. 이 시대에는 중무장을 한 1대1의 전투 방식이 있었다. 말의 사육이나 중무장에는 많은 비용이 들기 때문에 이를 부담할 수 있는 귀족이 폴리스 방위의 중요한 역할을 맡은 것이다. 즉 그들은 신이나 영웅, 또는 왕의 후예들임을 자랑하는 가장 유력한 씨족들의 출신인 것이다.
평민 중에는 약간의 수공업자와 상인이 포함되어 있었지만, 그 대다수는 분배지를 소유한 중ㆍ소농민이었다. "일과 나날"을 쓴 헤시오도스가 귀족의 부정한 재판 등을 가차없이 비판하고 있는 것으로 보아 폴리스의 자유로운 시민 공동체적인 성격과 자유롭고 독립적인 자영 농민의 존재를 확인할 수 있다.

### 폴리스의 성장
기원전 6세기에 아테나이, 스파르타, 코린토스, 테바이 등 여러 도시들이 지배적인 위치에 서게 된다. 각 폴리스는 주변 농촌 지역과 소읍을 장악하였으며, 또 아테나이와 코린토스는 주요 해운ㆍ상업 강국으로 부상하였다.

### 스파르타

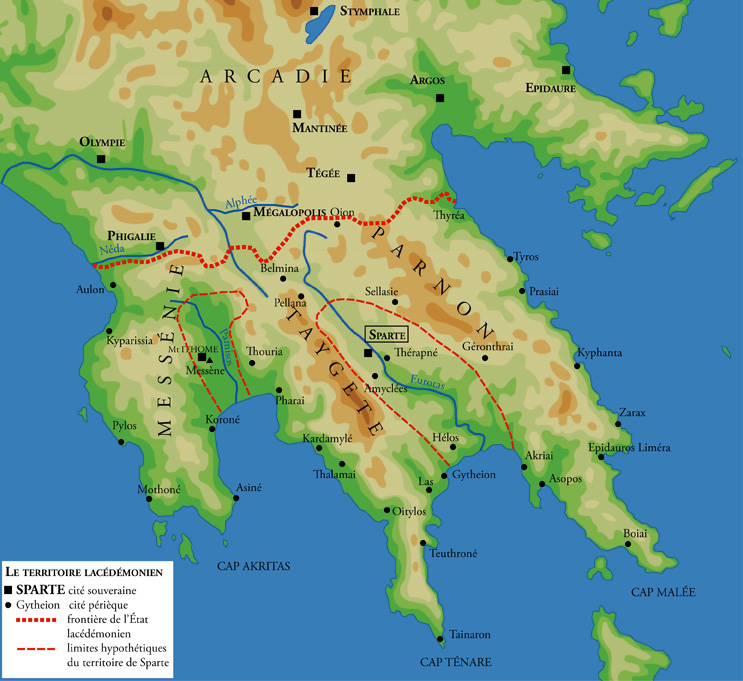
고대 스파르타의 영토. 가운데에 스파르타가 있으며 왼쪽에 메세니아 지역이 있다

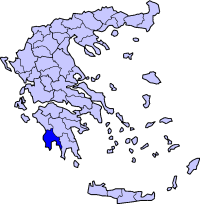
현재의 메세니아 현

스파르타는 정복을 통해 성장하였다. 도리스인이 남하하였을 때, 원주민 가운데 스파르타의 지배를 받아들이고 종속적인 지위를 감수한 자는 운신은 자유롭되 시민권이 없는 페리오이코이가 되고 처음부터 예속신분이었거나 끝끝내 저항한 자는 헤일로타이라는 노예신분이 되었다.
기원전 8세기 중후반 스파르타에서는 전쟁을 일으켜 메세니아를 정복하고 주민을 농노(헤일로타이)로 삼았는데, 이러한 행위는 고대 그리스에서 전무후무한 일이었다. 스파르타의 예속 관습으로 반란의 위험이 생겼다. 스파르타 시민보다 훨씬 수가 많던 '헤일로타이'라는 이들 예속민은 스파르타를 위해 농사를 짓고 일하며 스파르타 시민과 국가가전쟁에 대비하였다. 상류층도 병사로 훈육받으며 살아야했으므로, 부자와 빈민이 모두 평등하여 시민의 결속을 강화할 수 있었다. 이러한 개혁은 기원전 9세기에 전설상의 뤼쿠르고스(Λυκοῦργος)가 제정하였다고 하나, 사실 메세니아 전쟁에 이르는 역사적 발전의 소산으로, 기원전 650년에 완료된 것으로 보인다.
스파르타의 국제는 두 사람의 왕이 있었으나 실권은 없고 두 왕을 포함하여 30명의 유명 가문 출신으로 구성되는 장로회가 국정의 중요 안건을 마련하지만 이는 20세 이상의 성년남자 시민전체로 구성되는 민회의 승인을 받아야 한다. 그러나 국정운영의 실권은 집정관(Ἔφορος)이 가졌는데, 이들은 또 왕을 포함한 여러 관직자들의 행동을 감시하고 스파르타 특유의 생활양식의 준수 여부를 감시하였다.
이러한 스파르타의 정치구조는 왕정과 귀족정치의 영향을 받은 것이지만, 성년 남자 전원이 분배지를 가진 동등한 시민으로서 중장보병의 의무를 지고 있었기 때문에 민주정적인 성격도 있다. 완전한 시민권을 가진 시민은 전 주민의 5%~10%에 불과하였다. 그 이유로 언제나 헤일로타이의 반란을 경계하지 않으면 안 되었다. 이러한 상황으로 스파르타는 쇄국주의․군국주의를 채택하였으며, 시민 생활을 전시체제처럼 조직하는 수밖에 없었다. 스파르타의 시민은 태어났을 때 심사를 거쳐 불구나 허약한 경우에는 남자뿐만 아니라 여자들도 버림을 받았다.
이러한 스파르타 시민에게는 개인적인 사생활이 없었고, 오직 훌륭한 전사가 되는 게 인생의 목적이었다. 일상용품의 생산과 상업도 페리오코이의 부담이었고, 화폐는 사용하기 불편하게 쇠로 되어 있었다. 자급자족을 원칙으로 삼아 대외 무역은 가급적 억제하였다.

### 아테네
아테네 귀족정치의 중심은 집정관(άρχων, 아르콘)과 아레이오파고스(Ἀρειόπαγος) 회의였다. 집정관은 처음 군사, 종교, 민사의 3명이었으나, 후에 9명으로 증가하고 임기가 끝나면 자동적으로 아레이오파고스 회의의 의원이 되었다. 아레이오파고스 회의는 부유한 명문출신의 귀족들로 구성되며 귀족 지배의 가장 핵심적인 기관이었다. 일반시민으로 구성되는 민회가 있고, 집정관도 여기서 선출되었으나 실질적인 권한은 없었다.
기원전 7세기 초에 상인 계급이 성장하였다. 상인 계급이 떠오르면서 여러 폴리스에서 긴장 상태가 일어난 것으로 보인다. 각 폴리스를 지배하던 귀족 정권들은 새로이 부를 얻어 성장하여 정치적 권력을 얻고자 하던 상인들의 위협을 받았다. 기원전 7세기 후반 아테나이는 토지ㆍ농업 위기를 겪어 내분에 빠졌다. 기원전 7세기 말 경 평민은 아테나이의 귀족에 대해 도전하기 시작하였다. 기원전 621년 집정관 드라콘이 중벌주의에 따른 엄격한 개혁 입법을 내놓았으나, 분쟁을 잠재우지는 못하였다. 기원전 594년에 솔론은 사회․경제적 측면에서는 부채를 말소하고, 부채 때문에 노예가 된 자유민을 해방하였으며, 상공업을 장려하였다. 정치적으로는 시민을 재산 소유에 따라 4계층으로 구분하고 정치참여의 비중을 다르게 구분하였다. 그리고 새로이 각 부족으로부터 100명씩을 골라서 400인회를 만들어 민회에 제출할 안건을 만들게 했다. 이러한 솔론의 개혁은 종래의 귀족지배를 존속시키면서, 당면한 긴급한 문제를 우선 해결하고, 하층시민에게도 불완전하나마나 정치에 참여할 기회를 열어준 것이다. 이렇듯 온건한 개혁으로 솔론은 평민의 권리를 신장하면서도 귀족 정치를 지켜주어 아테나이는 어느 정도 안정을 이루게 된다.
6세기 후반에 아테나이는 참주 페이시스트라토스와 아들 히피아스와 히파르코스의 지배를 받았다. '참주'라는 말은 그리스어 '튀란노스'(τ?ραννο?, "적법하지 않은 통치자")에서 나온 말로, 원래 멸칭은 아니었으나, 선한 통치자건 악한 통치자건 모두에게 쓰였다.
아테나이는 최초의 대외 전쟁인 살라미스 전쟁을 승리로 이끌고, 이 전쟁의 지도자였던 페이시스트라토스(Peisistratos)는 기원전 561년에 평민층의 지지를 바탕으로 참주가 되었다. 페이시스트라토스는 그에 반대하는 귀족을 추방하고 그 토지를 빈농에게 분배하고 상공업을 장려하고 은광을 개발하여 시민의 세금 부담을 감소하였다. 그러나 이러한 정책은 매우 과감한 것으로서 귀족세력을 크게 약화시켰다. 그러나 기원전 510년 아테나이의 귀족 클레이스테네스의 선동으로 스파르타 임금 클레오메네스 1세가 아테나이 사람들을 도와 참주를 전복시켰다. 그 뒤 클레오메네스 1세가 親스파르타파의 이사고라스를 집정관으로 세우자 두 나라는 서로 싸우게 되었다. 아테나이가 스파르타의 괴뢰 국가가 되지 않도록 클레이스테네스는 아테나이 시민에게 모든 시민이 지위에 상관없이 정치적 권력을 공유하는 혁신을 제안하여, 아테나이는 "민주주의" 국가가 되었다. 그리하여 이사고라스를 물리치고 클레이스테네스의 개혁을 시행한 아테나이 사람들은 수이 스파르타가 이사고라스를 다시 세우고자 세 번에 걸쳐 감행한 침입을 물리칠 수 있었다. 민주주의가 등장하여 아테나이의 병폐를 고쳤으며, 아테나이의 '황금 시대'를 열었다.
아테네의 직접 민주주의 정착 과정은 다음과 같다. 솔론은 재산 정도에 따라 참정권을 부여하였다. 시민 계층을 재산 정도에 따라 500석 급, 기사급, 농민급, 노동자급 등 네 가지로 분류했는데 계층에 따라 맡을 수 있는 공직의 지위는 달라졌다. 노동자급은 공직에는 참여할 수 없었지만, 시민 의회에는 참여할 수 있었다. 클레이스테네스는 정치 참여 자격에서 재산 기준을 폐지했고, 독재자의 추방을 막는 도편추방제(Ostracism)를 실시했다. 페리클레스는 시민 의회의 지위를 높이고, 투표에 참여하는 계층을 확대함으로써 민회 중심의 직접 민주주의를 정착시켰다. 또한 관리를 추첨으로 선발하고 수당을 지급함으로써 시민의 정치 권리 행사를 확대시키고, 가난한 시민도 정치에 참여할 수 있도록 했다.

### 식민지 건설

고대 아나톨리아(Anatolia = 소아시아 = Asia Minor)의 지방들

폴리스에서 귀족지배에 동요를 가져온 것은 식민운동과 그로 인한 폴리스의 사회 경제적 변화였다. 기원전 7, 8세기에 인구가 급격히 늘어나면서, 여러 그리스인들이 마그나 그라이키아(이탈리아 남부와 시칠리아), 소아시아 혹은 더 멀리 갈리아 남부와 에스파냐 해안까지 이주하여 식민지를 세웠다. 대표적인 식민시로는 프랑스의 마실리아, 시칠리아의 시라쿠사, 이탈리아의 네아폴리스, 비잔티온 등이 있다.
6세기경에 이르면 그리스 세계가 문화적으로나 언어적으로 오늘날의 그리스 땅보다 훨씬 넓어지면서 이민 현상이 사실상 끝나게 되었다. 그리스 식민시는 모도시와 독립되어 정치적 지배를 받지는 않았으나, 출신도시의 방언, 정치제도, 관직명, 종교 등을 거의 그대로 따랐으므로 둘 사이에는 정치, 경제, 문화면에서 긴밀한 유대관계가 성립하게 된다. 그리하여 소아시아의 식민시를 비롯하여 흑해로부터 서부 지중해에 걸쳐 범그리스 세계가 생겼다.
식민시와의 접촉이 잦아짐에 따라 해상무역이 왕성해지고, 기원전 7세기에 소아시아의 리디아(Lydia)에서 화폐가 전해지자, 상공업의 발달은 더욱 촉진되었다. 화폐경제에 입각한 상공업의 발달은 농업에도 영향을 미쳤다. 은광은 국가의 소유였으며 개인들에게 임대되기도 하였다. 채굴 방식도 매우 우수하였다. 주민들의 생활 수준도 크게 나아졌다. 기원전 800년에서 300년 사이에 인구의 평균 소득이 크게 증가했음을 지적하면서 그리스 가계의 평균 규모가 커졌다고 추산하는 연구 결과들도 있다. 그러나 대규모의 과수 재배가 일어나게 되어 이런 경영의 발달은 소농에게 경제적 압박을 가하게 되었다. 그리하여 소작농이나 농업노동자 내지 노예가 되는 농민의 경우도 많았다.
그러나 이러한 사회적 변화는 농촌에 국한된 것만은 아니었고, 도시의 평민들은 귀족정치에 도전하게 되었다. 평민세력의 대두에는 전술의 변화 또한 못지않게 작용하였다. 중장보병의 밀집대가 전의 귀족을 대신하여 전투의 중심이 되었다. 중무장의 비용은 각자 부담이었으므로 유산시민에게 한정되었다. 귀족만이 전투의 주역으로 활동하던 시대는 지나가고 도시의 유산시민도 국방의 주력이 된 것이다. 이러한 전술의 변화는 사회경제적 변화와 더불어 평민의 정치에 대한 발언권을 증대시킬 수밖에 없었다.

## 그리스 고전기

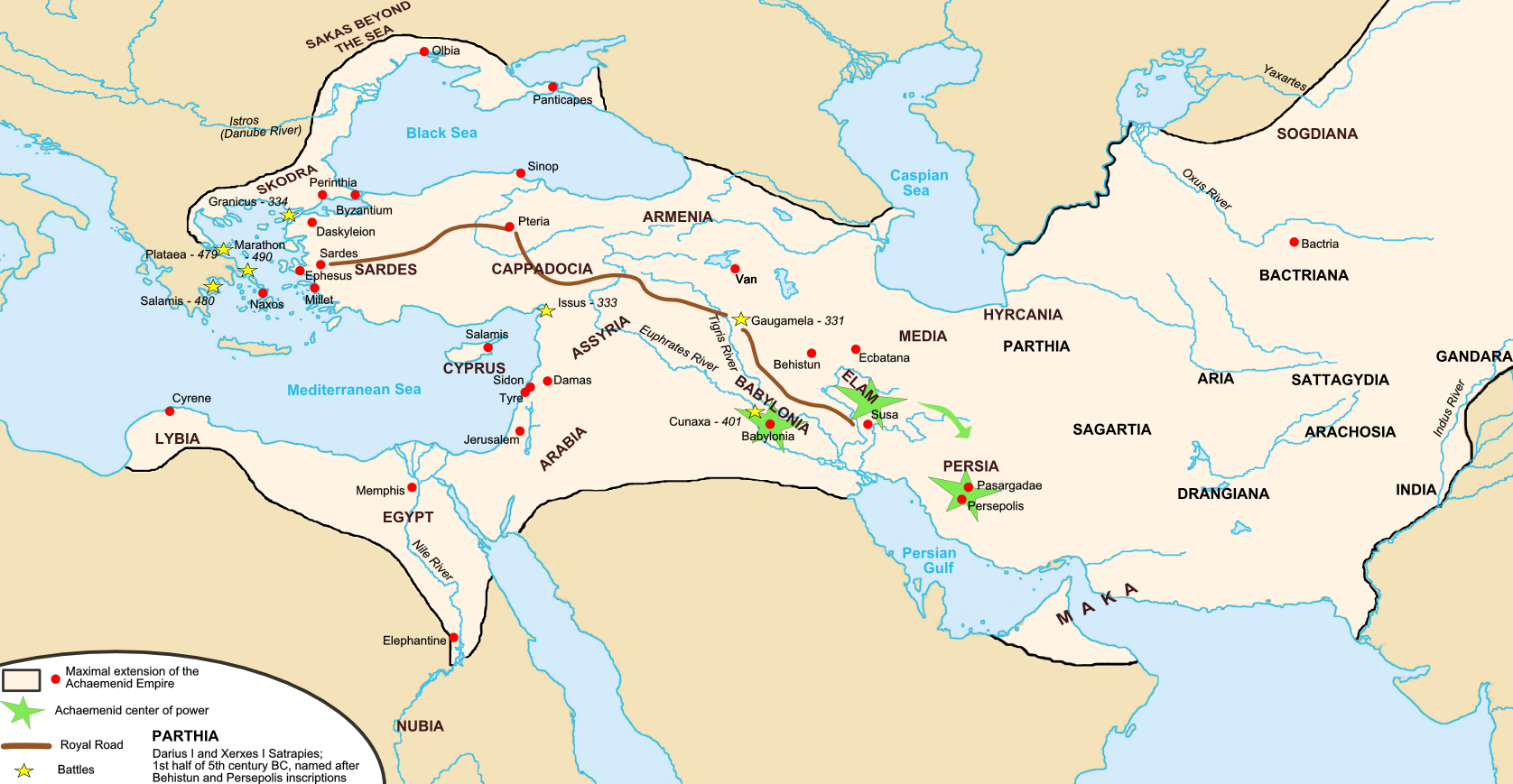
아케메네스 제국(550-330 BC)의 최대 영토: 그리스-페르시아 전쟁(499-450 BC)의 전투지들이 표시되어 있다.

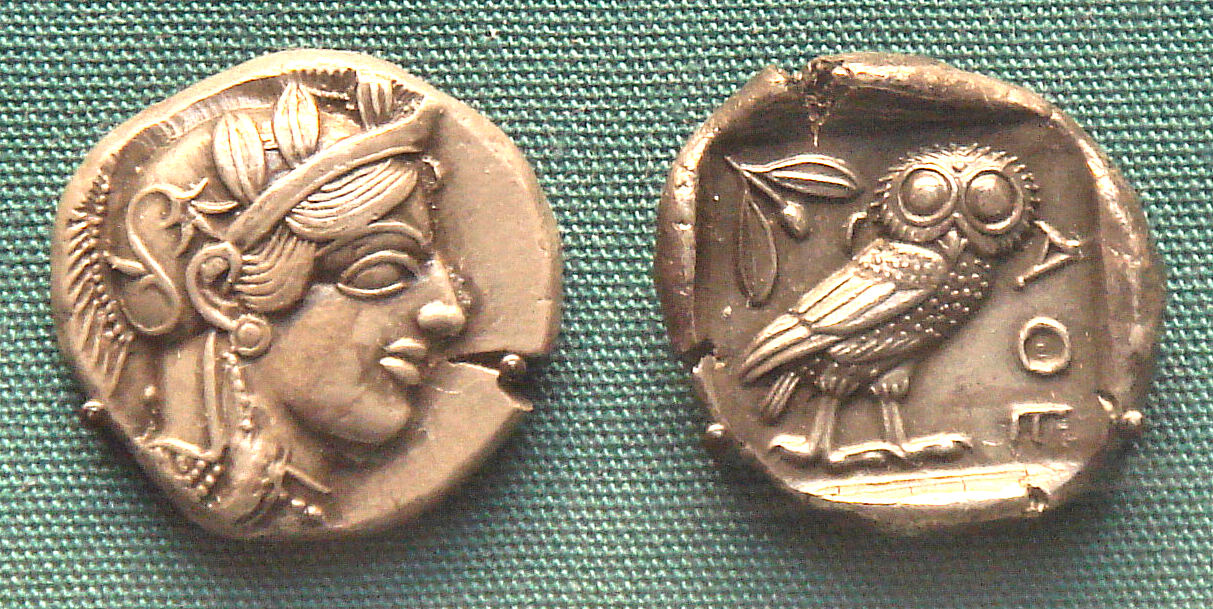
기원전 5세기의 아테나이 동전

### 기원전 5세기
아테나이와 스파르타는 거대한 외부의 위협에 직면하여 동맹을 이루게 된다. 이오니아의 그리스 도시들이 일으킨 이오니아 반란을 진압한 페르시아 아케메네스 제국의 다리우스 1세(재위 521-486 BC)는 그리스를 복속하기로 결정하였다. 그의 침략은 기원전 490년 마라톤 전투에서 소 밀티아데스가 이끄는 아테나이 사람들의 영웅적인 승리로 좌절되었다. 다리우스 1세의 아들 크세르크세스 1세(재위 486-466 BC)는 10년 뒤 다시 침략 전쟁을 일으켰으나, 그의 압도적인 대군은 테르모퓔라이(480 BC 8/9월)에서는 승리하였으나 살라미스 해전(480 BC 9월)과 플라타이아이 전투(479 BC 8월)에서 패퇴하였다. 그리스-페르시아 전쟁(Greco-Persian Wars)은 기원전 450년까지 이어졌다. 이 전쟁은 아테나이를 중심으로 하는 델로스 연맹에 의해 주도적으로 수행되었으며 전쟁에서 승리한 결과로 마케도니아, 트라케, 에게 해 제도, 이오니아가 모두 페르시아의 영향권에서 해방되었다.
아테나이가 이룩한 해상 '제국'의 패권은 스파르타와 그리스 본토 도시의 펠로폰네소스 동맹을 위협하였다. 결국 두 세력간에 갈등은 펠로폰네소스 전쟁(Peloponnesian War: 431-404 BC)으로 이어졌다. 전쟁 상당 기간 동안 교착 상태가 지속되었으나, 아테나이는 여러 가지 어려움을 겪었다. 아테나이는 펠로폰네소스 전쟁 중 기원전 430, 429, 427년에 3차례나 역병이 돌아 큰 피해를 입는다. 아테나이 사람 가운데 1/3이 죽었다고 하며 이 가운데 아테나이의 최전성기(448-429 BC)를 이끈 아테나이의 지도자 페리클레스(c. 495-429 BC)도 있었다. 그 후 무모하게 시켈리아 원정(Sicilian Expedition: 415-413 BC)에 나섰다가 대패하였는데 이 패배는 펠로폰네소스 전쟁의 향방을 결정하였을 뿐만 아니라 아테나이가 몰락하고 스파르타가 그리스 전역의 지배권을 장악하는 결정적인 전환점이 되었다. 스파르타는 아테나이의 동맹국 사이에서 반란을 획책할 수 있었으며, 더 나아가 아테나이의 전쟁 수행 능력을 약화시켰다. 기원전 405년 스파르타가 아테나이로 가는 헬레스폰토스 해협의 곡물 공급을 끊으면서 아테나이는 크게 타격을 입었다. 이미 약해진 아테나이 함대는 어쩔 수 없이 싸우러 나왔고, 아이고스포타모이 해전(405 BC)에서 뤼산드로스가 지휘하는 스파르타군에 결정적인 패배를 당하였다. 기원전 404년 아테나이는 화평을 간청하였고, 스파르타는 엄격한 조치를 명령하여, 아테나이는 도시 성벽을 헐었으며, 함대와 모든 해외 영토를 잃었다.

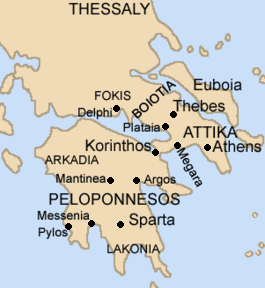
고대 그리스 본토: 아래에서 위로 스파르타(Sparta), 아르고스(Argos), 코린토스(Korinthos), 아테나이(Athens), 테바이(Thebes) 등 주요 폴리스가 표시되어 있다. 지도의 왼쪽에 메세니아(Messenia)가 있다.

필리포스 2세(재위 259-336 BC) 사후의 마케도니아 왕국(c. 800-146 BC)

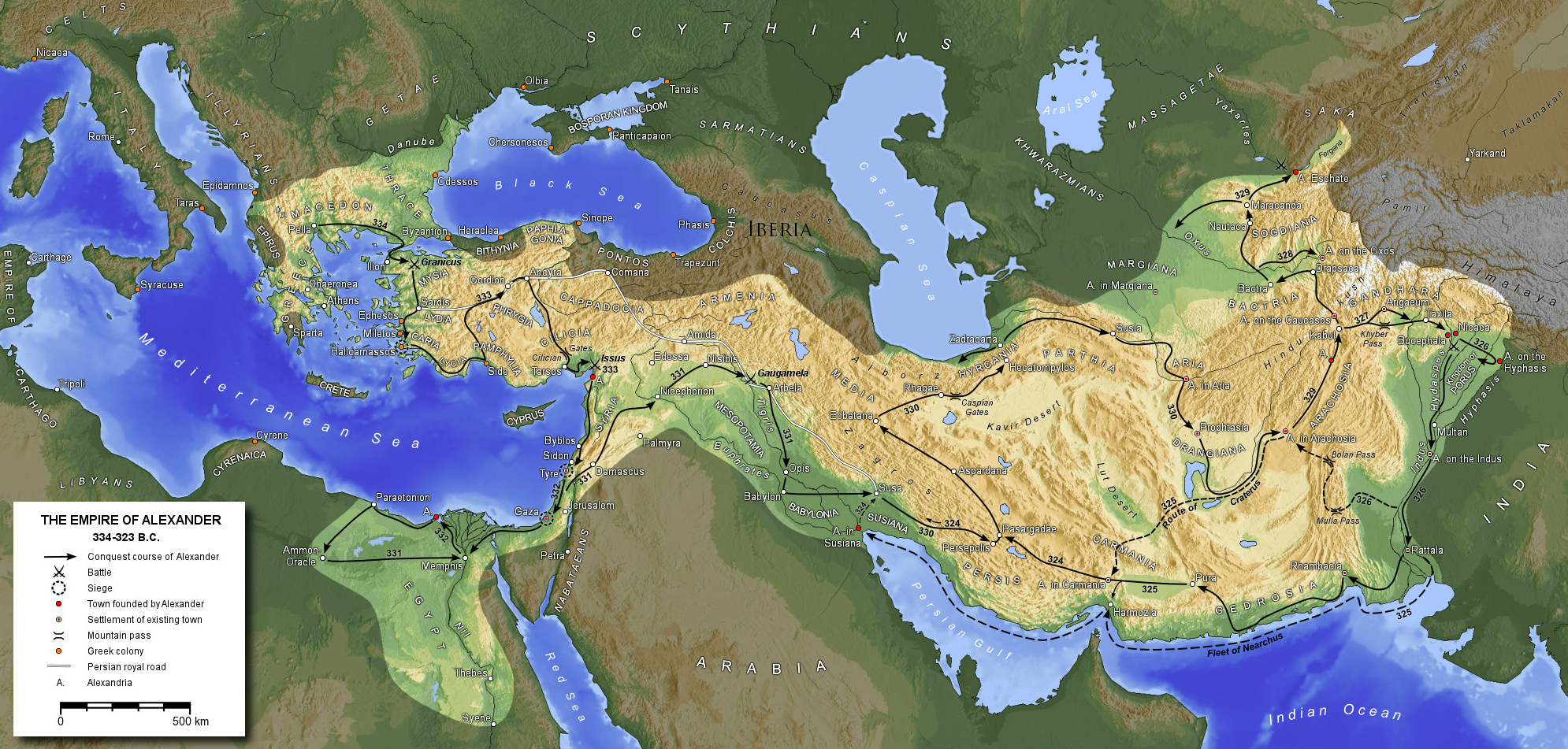
알렉산드로스(재위 336-323 BC) 시대 마케도니아 제국의 최대 영토

| 아테나이스파르타밀레토스 (이오니아)포카이아 (이오니아)히오스 섬 (이오니아)사모스 섬 (이오니아)델로스 섬 (이오니아)마라톤 전투테르모필레 전투살라미스 해전마케도니아동부 트라키아서부 트라키아헬레스폰토스 해협 · ·다르다넬스 해협아이고스포타모이 해전class=notpageimage\| 기원전 5세기의 고대 그리스의 위치지도 |

### 기원전 4세기
그리하여 기원전 4세기에 스파르타가 그리스의 패자가 되었다. 그러나 스파르타의 패권은 처음부터 약했음이 분명하였다. 스파르타가 과도하게 확장하면서 인구 위기가 일어났으며, 기원전 395년 아테나이, 아르고스, 테바이, 코린토스는 스파르타의 패권에 도전할 수 있으리라 판단하면서 코린토스 전쟁(395-387 BC)이 일어났다. 또 장기전이 벌어졌고, 이때 페르시아의 위협이 커지면서 현상태가 그대로 유지되면서 전쟁은 끝나버렸다.
스파르타의 패권은 16년 동안 지속되었는데, 이들이 테바이에 자신의 뜻을 강제하려다 기원전 371년 레욱트라 전투에서 스파르타는 테바이에 결정적인 패배를 당하였다. 테바이 장수 에파미논다스는 테바이 군대를 펠로폰네소스반도로 진입시켰으며, 그리하여 스파르타에 종속되어 있던 다른 도시국가들이 해방되었다. 테바이인들은 메세니아로 진군하여 이 곳 주민들을 해방시킬 수 있었다. 영토와 예속민을 잃은 스파르타는 2류 국가로 전락하고 말았다. 그러나 기원전 362년 만티네아 전투에서 비록 승리하였으나 병력 상당수를 잃고 중요한 최고 지도자 에파미논다스가 전사하면서 테바이의 패권도 단명하였다. 사실 만티네아 전투에서 모든 거대 폴리스들이 비슷한 피해를 입어, 이후에는 아무도 전과같은 패권을 잡지 못하였다.
그리스 중심부의 세력들이 모두 약해져있던 시기에, 필리포스 2세의 마케도니아 왕국이 부상하였다. 20년 뒤 필리포스는 자신의 왕국을 통합하였으며, 일리리아인들을 희생시켜 북쪽과 서쪽으로 영토를 넓혔고, 테살리아와 트라케를 정복하였다. 그가 이러한 성공을 거둘 수 있었던 비결은 마케도니아 군대를 혁신적으로 개선한 덕분이었다. 필리포스는 계속 남부 도시국가들의 내정에 간섭하였으며, 기원전 338년에는 직접 침공하게 되었다. 카이로네아 전투(338 BC)에서 테바이와 아테나이 연합군이 결정적으로 패배하면서, 필리포스는 사실상 그리스 전역의 패자로 올라섰다. 그는 대다수 폴리스들을 코린토스 연맹에 가입하도록 강요하여, 이들이 마케도니아와 동맹을 맺는 동시에 자신들끼리 싸우지 않도록 견제하였다. 그런 다음 필리포스는 아케메네스 페르시아 제국을 상대로 전쟁을 개시하였으나 개전 초에 자신의 경호원이었던 오레스티스의 파우사니아스에게 암살되었다.
필리포스의 아들이자 후계자인 알렉산드로스 대왕은 전쟁을 계속하였다. 그는 페르시아의 다리우스 3세를 무찔렀으며, 아케메네스 페르시아 제국(550-330 BC) 전역을 정복하고, '대왕'이라는 칭호를 얻었다. 기원전 323년 알렉산드로스가 죽자, 그리스의 패권과 영향력은 절정에 이르렀다. 그러나 폴리스의 고전적인 문화와 치열한 독립은 멀어지고, 대신에 헬레니즘 문화가 발달하는 근본적인 변화를 겪는다.

## 헬레니즘 시대의 그리스

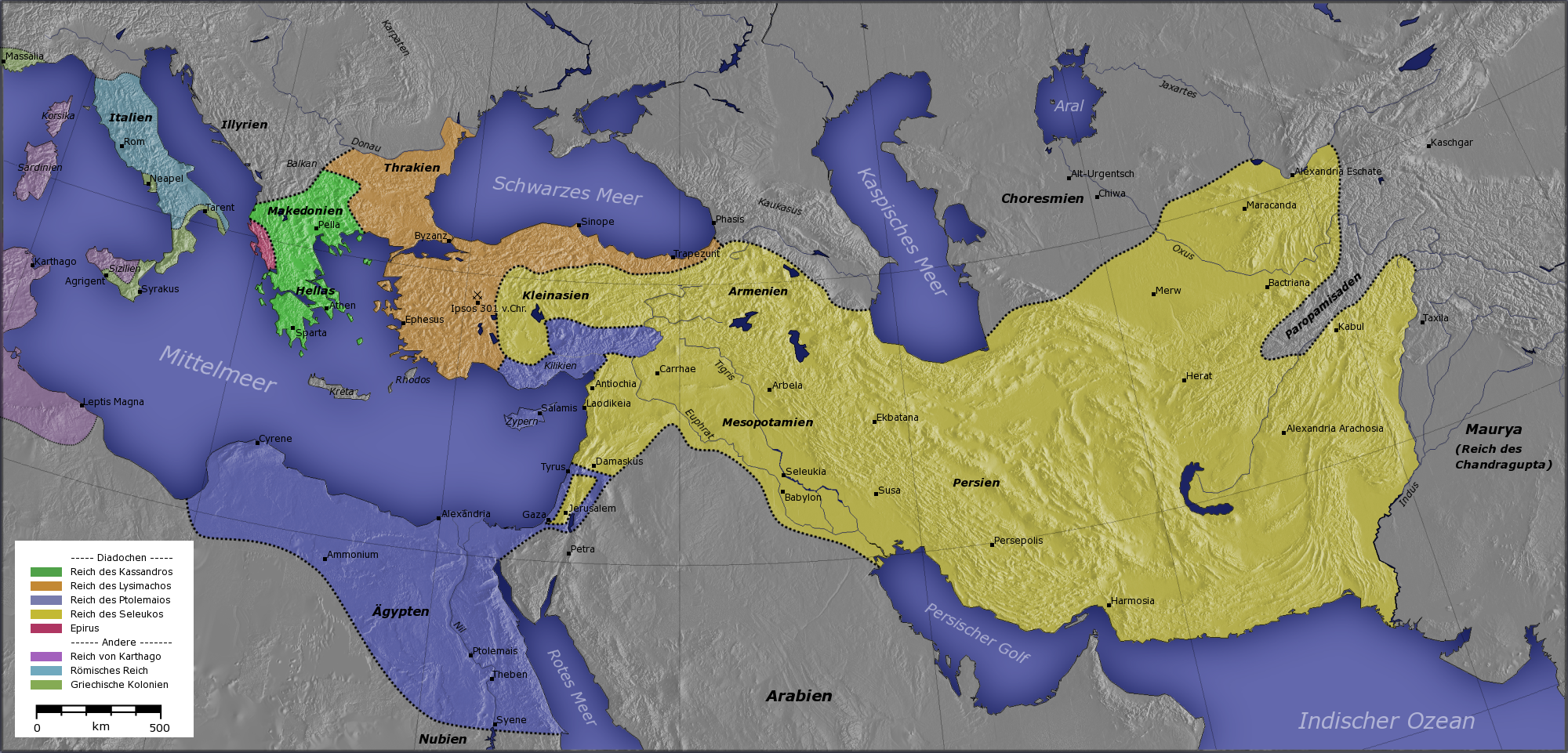
디아도코이를 비롯한 헬레니즘 시대의 주요 나라.

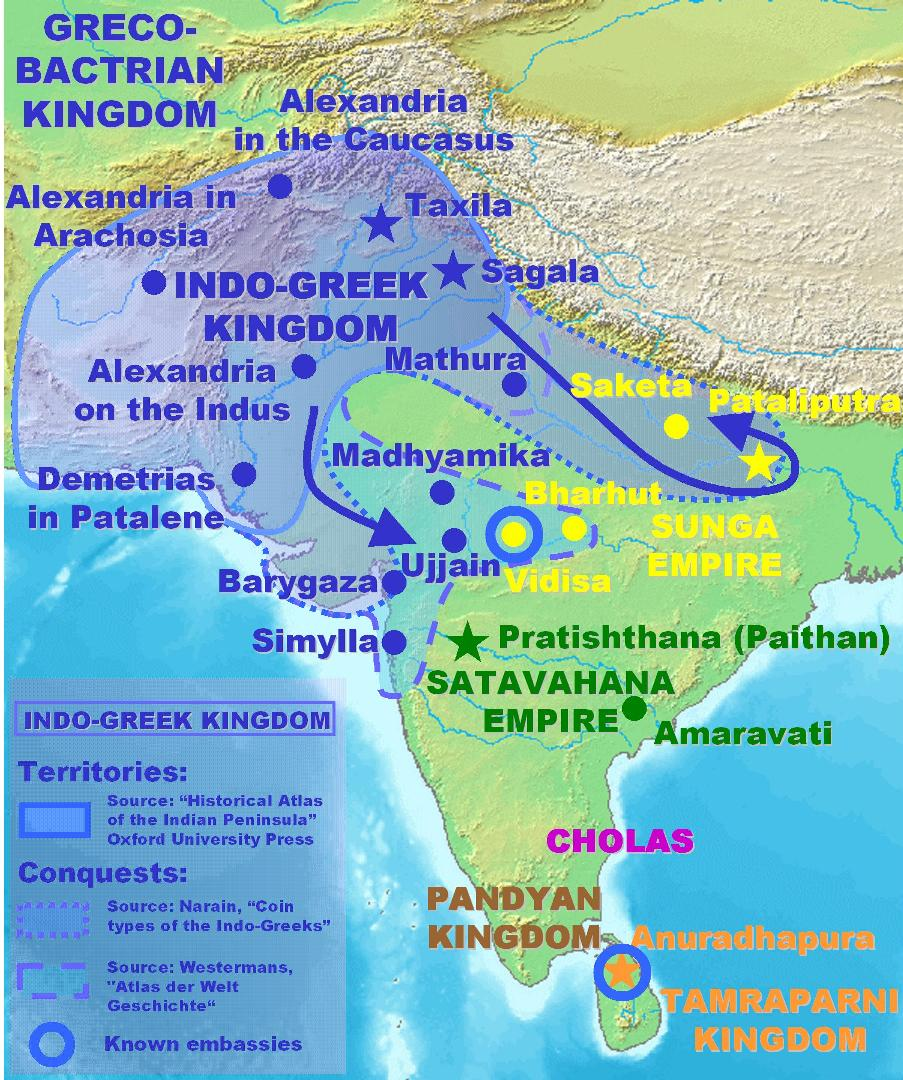
인도-그리스(180 BC-10 AD)의 영토와 팽창.

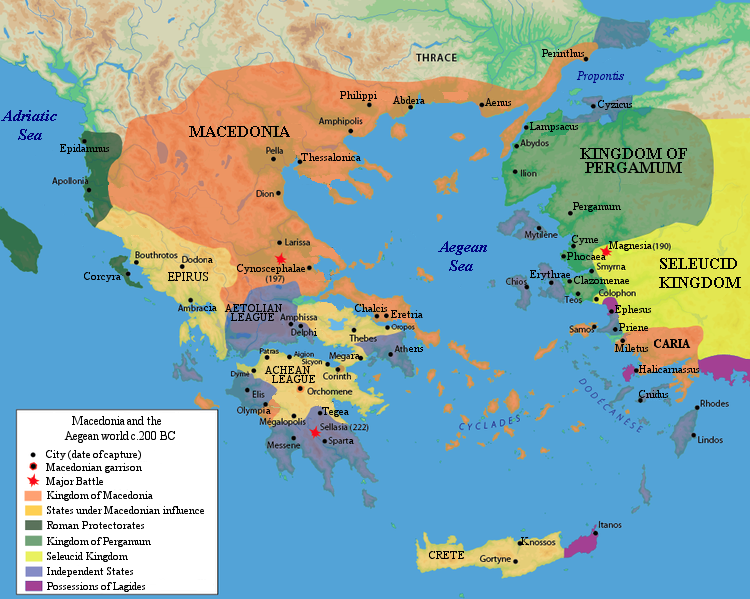
기원전 200년의 그리스: 아카이아 연맹(Achaean League, c. 300-146 BC, 연노란색)과 아이톨리아 연맹(Aetolian League, 290-188 BC, 보라색)의 범위를 볼 수 있다.

헬레니즘 시대는 기원전 323년 알렉산드로스 대왕의 전쟁이 끝난 시점부터 시작되어 기원전 146년 로마가 그리스를 병합하면서 끝났다. 로마 제국은 헬레니즘 사회와 문화를 파괴하지 않고 계속 존속케 하였으며, 기독교가 발흥하기 전까지 본질상 변화가 없었으나, 그리스의 정치적 독립은 이때부터 종식된다.
헬레니즘 시대에 그리스어권 세계에서 "그리스 본토"(현대 그리스의 영토)의 중요성은 크게 떨어졌다. 헬레니즘 문화의 중심지는 프톨레마이오스 이집트와 셀레우코스 시리아의 수도였던 알렉산드리아와 안티오케이아였다.
알렉산드로스의 정복 활동은 그리스 도시 국가에 큰 변화를 일으켰다. 정복은 그리스인의 지평을 크게 넓혔으며, 이민 활동이 일어나 특히 젊고 야망있는 사람들이 동방에 있는 새로운 그리스인들의 제국으로 갔다. 알렉산드리아, 안티오케이아 등 알렉산드로스의 영향으로 세워진 새로운 여러 헬레니즘 도시 뿐만 아니라 오늘날 아프가니스탄과 파키스탄이 있는 그리스-박트리아 왕국(250-125 BC)과 인도-그리스 왕국(180 BC-10 AD)까지도 이주하는 그리스인이 많았는데, 이 두 나라는 기원전 1세기까지 존속하였다.
알렉산드로스가 죽자 그의 제국은 얼마간 분쟁을 겪은 후 그의 장군들에 의해 최종적으로 프톨레마이오스 왕국(305-30 BC, 주로 이집트), 셀레우코스 제국(312-63 BC, 레반트, 메소포타미아, 페르시아), 마케도니아 왕국의 안티고노스 왕조(306-168 BC)로 분할되었다. 그 사이에 그리스의 폴리스들은 명목상 마케도니아 왕국에 종속되었으나, 자신들의 자유를 일부 되찾았다. 도시국가들은 아카이아 연맹(c. 300-146 BC, 테바이, 코린토스, 아르고스 등)과 아이톨리아 연맹(290-188 BC, 스파르타, 아테나이)으로 자신들끼리 세력을 양분하였다. 로마에 정복당하기까지 헬레니즘 시대 거의 내내 두 연맹은 서로 전쟁을 하거나, 디아도코이(알렉산드로스 제국의 후계국)간의 분쟁에서 어느 한편에 붙기도 하였다.
기원전 3세기 말 안티고노스 왕국은 로마와 전쟁에 휘말렸다. 제1차 마케도니아 전쟁은 승패가 분명하지는 않았으나, 로마인들은 늘 그랬듯이 계속 전쟁을 일으켜 기원전 149년에 마케도니아를 완전히 흡수하였다. 동방의 거대한 셀레우코스 제국은 기원전 64년까지 그 잔당이 존속하긴 하였으나 점차 분열되었다. 프톨레마이오스 왕국은 기원전 30년까지 버텼으나, 결국 클레오파트라(재위 51-30 BC)의 때에 로마에 정복당한다. 아이톨리아 연맹은 로마가 그리스에 개입하는데 경계하였으며, 로마-시리아 전쟁(192-188 BC) 당시 셀레우코스편에 섰다. 로마가 전쟁에서 승리하자 아이톨리아 연맹은 사실상 로마에 흡수되었다. 아카이아 연맹(c. 300-146 BC)은 아이톨리아 연맹(290-188 BC)이나 마케도니아(c. 800-149/146 BC)보다 더 오래 존속하였으나, 결국 146년에 로마와 전쟁을 하여 결국 병합되었으며, 이로써 그리스 전역의 독립이 끝났다.

## 로마 제국 시대의 그리스

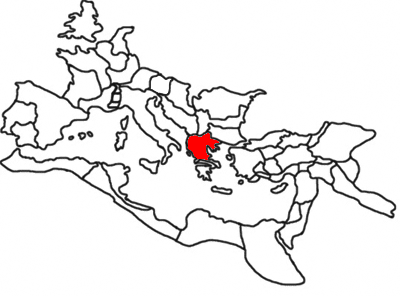
로마 제국(27 BC - 476/1453 AD) 시대 중 기원후 117년경의 마케도니아 속주

기원전 146년 그리스 반도는 로마의 지배를 받게 되었으며, 마케도니아는 로마 속주가 되었고, 남부 그리스는 마케도니아 속주 장관의 감시를 받았다. 그러나 일부 그리스 폴리스는 부분적으로 독립을 얻었으며 세금도 내지 않았다. 에게 해 제도는 기원전 133년에 로마 영토로 복속되었다. 기원전 88년에 아테나이와 다른 그리스 도시들이 반란을 일으켰으나, 로마의 술라 장군은 그리스를 황폐화하였다. 로마의 내전으로 그리스 땅은 더욱 파괴되었으며, 기원전 27년 아우구스투스가 그리스 반도를 속주로 삼으면서 형편이 나아졌다.
로마 문화는 오랫동안 그리스의 영향을 받아, 그리스는 로마 제국의 중요한 동부 속주였다. 그리스어는 동방과 이탈리아에서 링구아 프랑카로 쓰였으며, 갈레노스 등 수많은 그리스 지식인들이 로마에서 활동하였다.

## 문화

### 철학
아리스토텔레스에 의하면, 철학은 세계의 근원을 신화가 아닌 방식으로 설명한 때부터 시작되었으며, "만물의 근원은 물"이라고 설명한 탈레스로부터 시작되었다. 텔레스의 제자인 아낙시만드로스는 세계의 근원을 아페이론이라고 설명하였고, 아낙시메네스는 세계의 근원을 공기라고 설명하였다.
마그나 그라이키아에서 나타난 엘레아 학파는 세계의 근원을 하나의 물질로 설명하는 것을 부정하고, 언어적 추론을 통하여 세계의 근원을 설명하였다. 엘레아 학파의 창시자인 파르메니데스는 존재는 하나이며, 부동이며, 존재는 비존재로부터 생성될 수 없으므로 생성은 있을 수 없다고 하였다. 또한 불완전한 감각을 부정하고 존재는 오로지 이성으로만 인식할 수 있다고 주장하였다.
아테네에서는 민주주의가 발달하여 수사학이 발달하였으며, 이러한 수사학을 가르치는 교사인 소피스트들이 활발하게 활동하였다. 대표적인 소피스트인 프로타고라스는 "인간은 만물의 척도"라며 진리의 상대주의를 주장하였다. 소크라테스는 이러한 상대주의에 맞서, 장인이 장인으로서의 훌륭함(아레테)을 수행하려면 그 기능 또는 기술에 대해서 잘 알아야 하듯이, 인간으로서의 훌륭함(아레테), 즉 덕을 수행하려면 그것에 대해서 알아야 한다고 주장하였다.
소크라테스의 제자인 플라톤은 방대한 대화편을 통하여 자신의 철학을 전개하였으며, 화이트헤드가 "서양 철학은 플라톤의 각주에 불과하다"고 할 만큼 이후의 서양 철학에 절대적인 영향을 미쳤다. 플라톤은 동굴의 비유를 통해 감각으로 인식되는 세계는 이데아의 그림자이며, 이데아는 이성으로만 인식될 수 있다고 주장하였으며, 상기설을 통하여 인간의 진리 인식은 선험적이라고 하였다.

### 과학
기원전 7세기경, 그리스의 식민지 이오니아 지방에 최초의 '자연과학자'라고 불리는 사람들이 등장했다. 탈레스, 아낙시만드로스, 아낙시메네스, 헤라클레이토스 등이다. 그들은 자연을 신의 속박으로부터 해방하고, 만물을 '아르케(原質)'로부터 체계적으로 논하려고 시도하였다. 자기의 체험, 경험적 지식 또는 생활 기술 등으로부터 원질을 설정하고, 이에 의해서 만물의 생성소멸(消滅)과 우주의 창생(創生)과 자연의 불변성과 변화성을 통일적으로 파악하고자 하였던 것이다. 탈레스는 물, 아낙시만드로스는 무한한 것(토 아페이론), 아낙시메네스는 공기 아이레, 그리고 헤라클레이토스는 불을 택하였다.
페르시아의 침입으로 이오니아의 식민 도시가 쇠퇴하였지만, 그 자연학은 남이탈리아의 피타고라스 학파에 계승되었다. 피타고라스를 시조로 하는 이 종교적 교단(敎團)은 물·공기와 같은 구체적인 것이 아닌 '수(數)'를 가지고 만물의 근원으로 삼았으며, 그 조화성(調和性)을 강조하였다. 수와 수의 조화의 중시는 자연의 도처에 있는 수학적인 관계의 파악으로 이끌었고, 그것을 찾기 위한 실험적 성격을 이 학파에게 주었다.
한편, 관찰·실험이라고 하는 감성(感性)에 의한 진리의 발견법을 부정하고, 순수하게 이성에 의해서만 진리를 포착할 수 있다고 하는 엘레아 학파가 나타났다. 일체의 변화의 실재성(實在性)을 부정한 이 학파는 파르메니데스에 의하여 창시되고, 제논의 교묘한 패러독스에 의해서 변화·운동·연속 등의 개념의 재검토를 하지 않을 수 없게 되었다.
엘레아 학파의 출현으로 위기에 빠진 이오니아의 학문이 지니는 유물적, 반종교적, 과학적인 태도는 아낙사고라스의 스페르마타(씨앗)와 누스(nous)를 거쳐, 데모크리토스의 원자론으로서 꽃피었다. 그의 원자론은 분할 불가능·불가입적(不可入的)인 입자(粒子, 原子)와 허공(虛空, 眞空)을 설정함으로써 그리스 과학의 하나의 정점을 보여줬다. 그러나 사고(思考)의 산물이었던 원자론은 실험이나 실험기구, 계산 같은 것은 없고, 더욱이 펠로폰네소스 전쟁에 의한 인심의 황폐 등으로 아테네에서는 받아들여지지 않았으며, 도리어 영혼의 철학을 말하는 반원자론적인 소크라테스, 플라톤 등의 철학이 주류를 차지하게 되었다. 플라톤이 이데아의 세계만을 진실의 세계라고 규정한 데 대하여 아리스토텔레스는 자연의 변화, 운동을 형상과의 관계에서 포착, 솔직한 태도로 자연에 접하였다. 자연은 그에 의하여 확실하게 과학적 연구의 대상이 되었다. 아리스토텔레스의 과학적 연구의 업적은 그야말로 그리스 과학을 대표하는 것이었다. 그가 미친 영향은 매우 큰 것이었으며, 물리학에서는 17세기, 생물·화학은 실로 18세기에까지 미치었다.

## 같이 보기
- 블랙 아테나(영어판)
  - 마틴 버낼(영어판) - 고대 그리스 문명의 기원은 이집트라고 주장
  - 팍스 이집시어카(Pax Aegyptiaca)
- 고대 그리스의 법률
- 아테네
- 스파르타